# Episodi di Beyond Paradise (seconda stagione)
La seconda stagione della serie televisiva britannica Beyond Paradise, composta da 6 episodi, è andata in onda in prima visione nel Regno Unito su BBC One dal 22 marzo al 26 aprile 2024.
In Italia la stagione è inedita.
| nº | Titolo originale | Titolo italiano | Prima TV Regno Unito | Prima TV Italia |
| -- | ---------------- | --------------- | -------------------- | --------------- |
| 1  | Episode 1        | Episodio 1      | 22 marzo 2024        | inedita         |
| 2  | Episode 2        | Episodio 2      | 29 marzo 2024        | inedita         |
| 3  | Episode 3        | Episodio 3      | 5 aprile 2024        | inedita         |
| 4  | Episode 4        | Episodio 4      | 12 aprile 2024       | inedita         |
| 5  | Episode 5        | Episodio 5      | 19 aprile 2024       | inedita         |
| 6  | Episode 6        | Episodio 6      | 26 aprile 2024       | inedita         |

## Episodio 1
- Titolo originale: Episode 1
- Diretto da: Claire Tailyour
- Scritto da: Tony Jordan

### Trama
Humphrey ed Esther sostituiscono i giocatori in una prova di viaggio con un mistero di omicidio su una ferrovia storica per gli Shipton Abbott Players organizzata da Margo. Dopo che il treno rallenta per entrare in un tunnel, l'attore che interpreta la vittima viene trovato assassinato; era stato pugnalato alla schiena ma sulla scena non c'era sangue. La vittima si era recentemente trasferita a Shipton Abbott dopo aver ereditato una casa, ma Humphrey ed Esther inizialmente non trovano dettagli della sua vita passata. Gli unici sospettati sono gli altri quattro giocatori, uno dei quali è sposato con il macchinista. La priorità di Humphrey è scoprire chi era la vittima e se aveva qualche legame con i sospettati prima che il sovrintendente Woods trasferisca le indagini al centro centrale della polizia del Devon. Nel frattempo, Martha è preoccupata per gli appuntamenti online di sua madre e per chi incontrerà.

## Episodio 2
- Titolo originale: Episode 2
- Diretto da: Claire Tailyour
- Scritto da: Kat Rose-Martin

### Trama
Martha e la sua vecchia compagna di scuola, Belle Hammond, il cui nonno era morto di recente, fanno visita a una medium, Claire Moss. Moss riceve dei messaggi dal nonno di Hammond con avvertimenti che successivamente accadono realmente. Humphrey ed Esther indagano, il primo è di mentalità aperta e la seconda scettica. Quando Hammond viene aggredito e derubato, Humphrey capisce cosa sta succedendo e perché, quando la vittima gli mostra le fotografie degli oggetti rubati. Martha e Humphrey vengono intervistati dalla rappresentante dei servizi sociali Hannah Owen su come diventare genitori adottivi. La madre di Martha, Anne, ha un altro appuntamento su Internet, questa volta con Richard. Lo scetticismo di Esther viene messo alla prova.

## Episodio 3
- Titolo originale: Episode 3
- Diretto da: Sandy Johnson
- Scritto da: Tony Jordan
- Storia di: Rebecca Wojciechowski

### Trama
La vedova Maisie Morgan, affetta da una malattia terminale, scompare da un peschereccio, con l'equipaggio dei suoi tre figliastri, lasciando solo la sua sciarpa legata al parapetto di prua e le sue scarpe sul ponte con un biglietto di suicidio. Il fratello di Maisie, Jamie, una volta era sposato con Margo. Le impronte digitali di Maisie sulla battagliola di prua destano i sospetti di Humphrey e le sue impronte digitali sulle battagliole inizialmente indicano un suicidio. Il testamento di Maisie, che lascia tutto alla figlia separata da un precedente matrimonio, e ai suoi tre figliastri, provoca ugualmente dissenso in famiglia. La CCTV della Harbour conferma la teoria di Humphrey sulle impronte digitali. Humphrey e Martha hanno un secondo colloquio sulla barca da parte dell'assistente dei servizi sociali Hannah Owen che porta a grandi cambiamenti per la madre di Martha, Anne, e ad una proposta. Anne ha un secondo appuntamento con Richard e lo invita, dopo un pasto, a casa sua per un bicchierino.

## Episodio 4
- Titolo originale: Episode 4
- Diretto da: Sandy Johnson
- Scritto da: Ian Jarvis

### Trama
Humphrey ed Esther indagano sulla scomparsa di padre Michael, un prete cattolico, insegnante e maestro di casa in un esclusivo collegio per ragazzi. Scoprono che padre Michael si era comportato in modo strano negli ultimi giorni, scomparendo a mezzanotte a Cannon's Cove, una spiaggia nota per una leggenda chiamata "il diavolo sulle rocce". L'indagine prevede il ritrovamento di alcuni contanti sulla spiaggia e la visita al vecchio Harry, che vive da solo nella sua fattoria affacciata sulla baia. La scomparsa di oltre 10 000 sterline dalla scuola si aggiunge al puzzle. Padre Michael viene trovato quasi morto su una barca in mare e il suo cellulare rivela i messaggi di una Marie Trevelyan che era una bibliotecaria della scuola; messaggi iniziati nove mesi dopo la sua partenza. L'ultimo testo sbagliato che attira Padre Michael sulla spiaggia fornisce a Humphrey la risposta a chi è il Diavolo sulle Rocce. Il bistrot ha un'irruzione e Martha conosce il colpevole. Anne ha una brutta sorpresa in una galleria d'arte dopo aver rifiutato l'invito di Richard.

## Episodio 5
- Titolo originale: Episode 5
- Diretto da: Steve Brett
- Scritto da: Chloe Mi Lin Ewart

### Trama
Niamh Kirby viene trovata priva di sensi da Rebecca Thompson in aperta campagna, ad eccezione di un albero, con una freccia nella parte posteriore della spalla. Humphrey ed Esther indagano e Thompson è certa che non ci fosse nessuno nelle vicinanze quando ha sentito la vittima urlare. Le prove indicano che il cognato di Kirby, Patrick, possiede un club di tiro con l'arco e un terreno dove è stato trovato Niamh Kirby che desidera sviluppare; qualcosa contro cui Rebecca Thompson è contraria. L'unica altra prova che Humphrey ha è parte di un guscio d'uovo trovato sulla scena e le fibre di legno della freccia. Il caso è ancora più straziante dal momento che la vittima soffre di demenza a esordio precoce ed è convinta che Patrick abbia ucciso suo marito, Lewis, dieci anni prima, anche se le indagini della polizia hanno confermato che lui l'aveva lasciata per andare in America. Anne si lancia nell'organizzazione del matrimonio di Martha e Humphrey e Zoe ha un tatuaggio con cui sua madre, Esther, non è assolutamente d'accordo.

## Episodio 6
- Titolo originale: Episode 6
- Diretto da: Steve Brett
- Scritto da: Tony Jordan

### Trama
Con l'avvicinarsi del giorno del matrimonio, Martha ha dei dubbi portati dalla madre di Martha, Anne, che ha organizzato tutto per renderlo un matrimonio di cui il suo defunto marito sarebbe stato orgoglioso. Durante la notte prima del matrimonio, il museo di Shipton Abbott viene svaligiato e una statuetta da 75 000 sterline viene rubata senza far scattare gli allarmi. Kelby viene inviata a indagare su un'aggressione a un'anziana signora da parte di due uomini e rimane sbalordita quando il sovrintendente capo Woods arriva per vedere la vittima: sua nonna. Woods dice a Kelby che l'Hub della polizia avrebbe indagato, ma Margo convince Kelby, come primo ufficiale sulla scena, a rimanere sul caso. Hannah Owen porta un giovane, Ryan, affinché venga temporaneamente affidato a Martha e Humphrey che non menzionano che è il giorno del loro matrimonio. Humphrey porta Ryan alla stazione di polizia ed esamina le prove con Esther riguardanti il furto con scasso per capire perché l'allarme non è scattato. La madre di Martha annulla tutti i preparativi per il matrimonio, lasciando Martha e Humphrey a incontrarsi in spiaggia con Ryan, Anne, Kelby, Margo, Esther e Zoe e Woods per un non matrimonio.